# 帽龙角属
帽龙角属（学名：Baileyoxylon）为钟花科的一个属。

## 下属物种
本属包括以下物种：
- Baileyoxylon lanceolatum C.T.White